# Paul Hermann Meixner

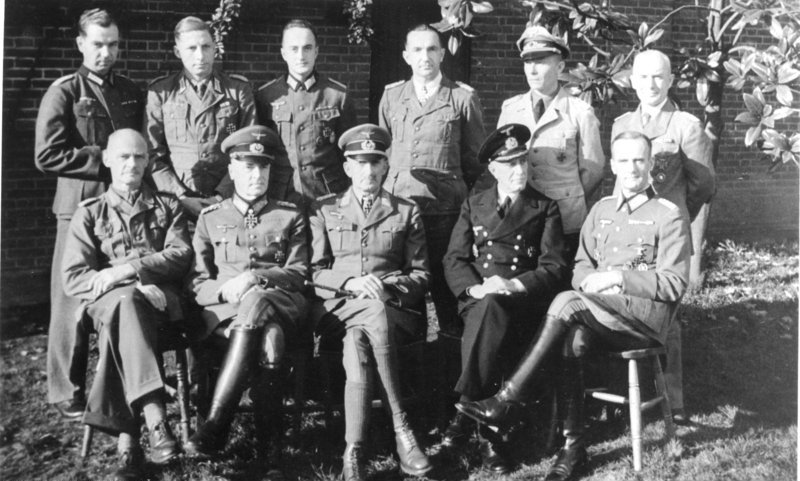
Kapitän zur See Paul Meixner (vordere Reihe, Zweiter von rechts) im November 1943 mit anderen deutschen Kriegsgefangenen im Trent Park

Paul Hermann Meixner (* 4. Juni 1891 in Wien; † 8. Juni 1950 ebenda) war ein österreichischer Marineoffizier.

## Leben
1910 als Seekadett aus der Marineakademie Fiume ausgemustert, diente Meixner in der Österreichischen Marine. Im Ersten Weltkrieg zeichnete er sich als Zweiter Offizier eines Torpedobootes und (ab 29. August 1915) des U-Bootes 16 mehrmals aus. Er geriet 1916 in italienische Kriegsgefangenschaft, als sein U-Boot in der Straße von Otranto von einem Kriegsschiff der Italienischen Marine gerammt worden war.
Nach der Entlassung im Februar 1919 wurde er 1920 als charakterisierter Linienschiffsleutnant (Hauptmann) pensioniert.
Als Zivilist war er 1920–1939 in Pressbaum als kaufmännischer und technischer Direktor des Sanatoriums Rekawinkel tätig. Zugleich studierte er an der Universität Wien Rechtswissenschaft. 1927 wurde er zum Dr. iur. promoviert.
1940 zur deutschen Kriegsmarine als Kapitänleutnant einberufen, wurde er nach kurzen Dienstleistungen bei verschiedenen Dienststellen 1941 zum Leiter der Seetransportstelle Tripolis bzw. zum Chef der Seetransportstellen in Nordafrika ernannt. Zugleich war er Verbindungsoffizier zum Deutschen Afrikakorps. Er wurde im Oktober 1942 zusätzlich noch Chef des Marinekommandos Nordafrika und nach der Auflösung des Marinekommandos Nordafrika im Februar 1943 Chef des Marinekommandos Tunesien.

Am 11. Mai 1943 geriet er in alliierte Kriegsgefangenschaft und kam erst nach Trent Park. Im Mai 1944 wurde er nach Amerika in das Gefangenenlager Clinton (Camp Dermott) verlegt. Er hatte geeignete Englischkenntnisse erlangt, sodass er in Amerika als Übersetzer für den Lagerältesten, Gustav von Vaerst, eingesetzt wurde. In der Zeit seiner Gefangenschaft führte er Tagebuch und lässt sich zur NS-nahen Gruppe um General Ludwig Crüwell zählen. Meixner war über den Charakter der mitinhaftierten Offiziere enttäuscht und notierte in seinem Tagebuch:
Unsere Generale sind zum größten Teil Bruch. Erschütternd, wie klein diese Menschen sind.
Die Gruppe um Crüwell, in direkter Gegnerschaft zur Gruppe um von Thoma, wurde auch von den Briten verdächtigt, über geheime Nachrichten militärische Informationen nach Deutschland zu übermitteln, aber lediglich bei Meixner ist solch eine Übermittlung belegt. Mitte Juli 1945 schickte er aus Amerika einen Brief an seine Frau, welcher die versteckte Nachricht, dass die „Schluesselmittel voll bei Feind“ seien, enthielt. Anfang 1946 wurde er aus der Kriegsgefangenschaft entlassen.

## Auszeichnungen
Beförderungen
- 1. Juli 1912 Seefähnrich
- 1. Mai 1913 Fregattenleutnant
- 1. Januar 1920 Linienschiffsleutnant
- 23. Mai 1940 Kapitänleutnant
- 1. April 1941 Korvettenkapitän
- 1. Februar 1943 Fregattenkapitän
- 1. April 1943 Kapitän zur See[5]
- 1. Juni 1944 Konteradmiral[5]

- Militär-Verdienstmedaille (Österreich) in Bronze und Silber
- U-Boot-Kriegsabzeichen (Österreich)
- Karl-Truppenkreuz
- Kriegserinnerungsmedaille (Österreich)
- Kriegserinnerungsmedaille mit Schwertern
- Ehrenkreuz des Weltkrieges
- Eisernes Kreuz 2. und 1. Klasse (1939)
- Kriegsverdienstkreuz (1939) 2. und 1. Klasse
- Deutsches Kreuz in Silber (6. Juni 1942)
- Deutsches Kreuz in Gold (11. Februar 1943)
- Ärmelband Afrika